# 金重明
金 重明（キム チュンミョン、1956年 - ）は、在日韓国人の小説家、翻訳家。

## 略歴
東京都生まれ。1974年東京都立墨田川高等学校卒業。1975年東京大学文科3類入学、1977年同大学教養課程中途退学、大阪外国語大学朝鮮語学科入学、1979年除籍。1997年『算学武芸帖』で朝日新人文学賞、2006年『耽羅戦記三別抄』で歴史文学賞、2014年『13歳の娘に語るガロアの数学』で2014年度日本数学会出版賞を受賞。歴史小説を主に手がけ、韓国関係の翻訳を多く行う。

## 著作

### 単著
- 『幻の大国手』新幹社、1990年11月。
- 『算学武芸帳』朝日新聞社、1997年10月。ISBN 978-4-02-257186-1。
  - 『算学武芸帳』朝日新聞出版〈朝日文庫 じ15-1〉、2010年12月。ISBN 978-4-02-264586-9。
- 『戊辰算学戦記』朝日新聞社、1999年7月。ISBN 978-4-02-257395-7。
- 『皐（）の民』講談社、2000年6月。ISBN 978-4-06-210050-2。
- 『巨海に出んと欲す』講談社、2003年5月。ISBN 978-4-06-211714-2。
- 『金重明・金在南』勉誠出版〈〈在日〉文学全集 第13巻〉、2006年6月。ISBN 978-4-585-01123-1。
- 『抗蒙の丘（）　三別抄耽羅戦記』新人物往来社、2006年6月。ISBN 978-4-404-03408-3。
- 『叛と義と』新人物往来社、2008年1月。ISBN 978-4-404-03528-8。
- 『悪党の戦』講談社、2009年1月。ISBN 978-4-06-215225-9。
- 『北天の巨星』講談社、2010年7月。ISBN 978-4-06-216285-2。
- 『13歳の娘に語るガロアの数学』岩波書店、2011年7月。ISBN 978-4-00-005211-5。
- 『13歳の娘に語るガウスの黄金定理』岩波書店、2013年1月。ISBN 978-4-00-005216-0。
- 『物語　朝鮮王朝の滅亡』岩波書店〈岩波新書 新赤版 1439〉、2013年8月。ISBN 978-4-00-431439-4。
- 『13歳の娘に語るアルキメデスの無限小』岩波書店、2014年3月。ISBN 978-4-00-005013-5。
- 『やじうま入試数学　問題に秘められた味わいのツボ』講談社〈ブルーバックス B-1913〉、2015年4月。ISBN 978-4-06-257913-1。
- 『方程式のガロア群　深遠な解の仕組みを理解する』講談社〈ブルーバックス B-2046〉、2018年1月。ISBN 978-4-06-502046-3。
- 『ガロアの論文を読んでみた』岩波書店〈岩波科学ライブラリー 277〉、2018年9月。ISBN 978-4-00-029677-9。
- 『小説 日清戦争:甲午の年の蜂起』影書房、2018/12/10。ISBN-13  :  978-4877144814。
- 『裏切られた協商』宝庫社、2021.11.04.（『배신당한 협상』 보고사）
- 『世界は「ｅ」でできている　オイラーが見出した神出鬼没の超越数』講談社〈ブルーバックス B-2188〉、2021年12月。ISBN 978-4-06-526516-1。
- 『「複雑系」入門 カオス、フラクタルから生命の謎まで』講談社＜ブルーバックス＞ 2023/4/13。ISBN-13  978-4065316245。
- 『はじめてのガロア 数学が苦手でもわかる天才の発想』講談社＜ブルーバックス＞ 2024/8/23。ISBN-13  :  978-4065365632。

### 翻訳
- 金敏基・金昌男 編『キム・ミンギ 韓国民衆歌謡の「希望」と「壁」』新幹社、1987年12月。
- 『済民日報』四・三取材班 著、文京洙・金重明 訳『済州島四・三事件』 第1巻 朝鮮解放から四・三前夜まで、新幹社、1994年4月。ISBN 978-4-915924-50-7。
- 『済民日報』四・三取材班 著、金重明・朴郷丘 訳『済州島四・三事件』 第2巻 四・三蜂起から単独選挙まで、新幹社、1995年4月。ISBN 978-4-915924-59-0。
- 『済民日報』四・三取材班 著、金重明 訳『済州島四・三事件』 第3巻 流血惨事への前哨戦、新幹社、1996年6月。ISBN 978-4-915924-71-2。
- 『済民日報』四・三取材班 著、金重明・文純実 訳『済州島四・三事件』 第4巻 焦土化作戦 上、新幹社、1998年3月。ISBN 978-4-915924-87-3。

- 厳相益『被告人閣下 全斗煥・盧泰愚裁判傍聴記』文藝春秋、1997年3月。ISBN 978-4-16-352630-0。
- 百瀬格『韓国が死んでも日本に追いつけない18の理由』文藝春秋、1998年4月。ISBN 978-4-16-353940-9。
  - 百瀬格『韓国が死んでも日本に追いつけない18の理由』文藝春秋〈文春文庫〉、2001年4月。ISBN 978-4-16-710431-3。
- 姜帝圭、鄭石華 〔ノベライズ〕著『シュリ ソウル潜入爆破指令』文藝春秋〈文春文庫〉、1999年12月。ISBN 978-4-16-721860-7。
- 百瀬格『やっぱり韓国が死んでも日本に追いつけない18の理由』文藝春秋、1999年6月。ISBN 978-4-16-355340-5。
- キム・ミンギ『地下鉄1号線』新幹社、2001年11月。ISBN 978-4-88400-019-6。
- 朴商延『JSA 共同警備区域』文藝春秋〈文春文庫〉、2001年5月。ISBN 978-4-16-752778-5。
- 洪夏祥『やがて中国が世界を制覇する! 中国株を動かす10大企業の野望と戦略』廣済堂出版、2002年10月。ISBN 978-4-331-50917-3。
- 郭〔キョン〕澤『友へ チング』文藝春秋〈文春文庫〉、2002年2月。ISBN 978-4-16-752798-3。
- イ・チソン『チソン、愛してるよ。』アスペクト、2004年3月。ISBN 978-4-7572-1016-5。
- チェ・ホヨン 脚本、金重明 〔ノベライズ〕編訳『夏の香り』 上、竹書房、2004年5月。ISBN 978-4-8124-1653-2。
- チェ・ホヨン 脚本、金重明 〔ノベライズ〕編訳『夏の香り』 下、竹書房、2004年7月。ISBN 978-4-8124-1654-9。
  - チェ・ホヨン 脚本、金重明 〔ノベライズ〕編訳『夏の香り』 上、竹書房〈竹書房文庫 HanｰRyu ENTERTAINMENT BOOKS 58〉、2006年3月。ISBN 978-4-8124-2549-7。
  - チェ・ホヨン 脚本、金重明 〔ノベライズ〕編訳『夏の香り』 中、竹書房〈竹書房文庫 HanｰRyu ENTERTAINMENT BOOKS 59〉、2006年3月。ISBN 978-4-8124-2550-3。
  - チェ・ホヨン 脚本、金重明 〔ノベライズ〕編訳『夏の香り』 下、竹書房〈竹書房文庫 HanｰRyu ENTERTAINMENT BOOKS 60〉、2006年3月。ISBN 978-4-8124-2551-0。
- パク・ヘギョン 他脚本、金重明 〔ノベライズ〕編訳『天国の階段』 上、角川書店、2004年12月。ISBN 978-4-04-791491-9。
- パク・ヘギョン 他脚本、金重明 〔ノベライズ〕編訳『天国の階段』 下、角川書店、2004年12月。ISBN 978-4-04-791492-6。
  - パク・ヘギョン 他脚本、金重明 〔ノベライズ〕編訳『天国の階段』 上、角川書店〈角川文庫〉、2005年8月。ISBN 978-4-04-295201-5。
  - パク・ヘギョン 他脚本、金重明 〔ノベライズ〕編訳『天国の階段』 下、角川書店〈角川文庫〉、2005年8月。ISBN 978-4-04-295202-2。
- キム・ヨンヒョン 脚本、ウ・ヒョンオク 〔ノベライズ〕著『宮廷女官チャングム』PHP研究所、2005年1月。
- キム・ジョンヒョン『父のいた日々』SBクリエイティブ〈ソフトバンク文庫〉、2005年9月。ISBN 978-4-7973-3205-6。
- イ・チソン『きょうも幸せです。』アスペクト、2006年1月。ISBN 978-4-7572-1202-2。
- キム・イヨン、チョン・ジェイン『トンイ』キネマ旬報社、2011年4月。ISBN 978-4-87376-357-6。
- キム・ジョンミン、チョ・ジョンジュ、キム・ウク、イ・ヨンヨン『王女の男』キネマ旬報社、2012年7月。ISBN 978-4-87376-402-3。
- オ・スヨン 原作、金重明 〔ノベライズ〕著『ラブレイン＝LOVE RAIN』 上、キネマ旬報社、2012年10月。ISBN 978-4-87376-405-4。
- オ・スヨン 原作、金重明 〔ノベライズ〕著『ラブレイン＝LOVE RAIN』 下、キネマ旬報社、2012年10月。ISBN 978-4-87376-406-1。
- 朴永圭『韓国大統領実録』キネマ旬報社、2015年10月。ISBN 978-4-87376-435-1。
- チャン・ヨンチョル、チョン・ギョンスン『奇皇后』 上、講談社、2015年4月。ISBN 978-4-06-219364-1。
- チャン・ヨンチョル、チョン・ギョンスン『奇皇后』 下、講談社、2015年4月。ISBN 978-4-06-219365-8。
- チョ・ジンホ 文・絵,『マンガで学ぶ重力　グラヴィティ・エクスプレス』マイナビ出版〈サイエンスコミックシリーズ〉、2020年6月。ISBN 978-4-8399-7048-2。
- チョ・ジンホ 文・絵,、キム・ウジェ 監修『マンガで学ぶゲノム　ゲノム・エクスプレス』マイナビ出版〈サイエンスコミックシリーズ〉、2020年6月。ISBN 978-4-8399-7074-1。
- Jung Kweon Woo『Kaggleコンペティションチャレンジブック　Pythonによる機械学習実戦分析』マイナビ出版〈Compass Data Science〉、2020年12月。ISBN 978-4-8399-6893-9。